# Фрутвејл (Колорадо)
Фрутвејл (енгл. Fruitvale) насељено је место без административног статуса у америчкој савезној држави Колорадо.

## Демографија
По попису из 2010. године број становника је 7.675, што је 739 (10,7%) становника више него 2000. године.
| Група             | 2000.         | 2010.         |
| Белци             | 6.251 (90,1%) | 6.627 (86,3%) |
| Афроамериканци    | 16 (0,2%)     | 29 (0,4%)     |
| Азијати           | 43 (0,6%)     | 48 (0,6%)     |
| Хиспаноамериканци | 469 (6,8%)    | 794 (10,3%)   |
| Укупно            | 6.936         | 7.675         |